# Le Repentir (film, 1922)
Pour les articles homonymes, voir Le Repentir et Shadow.
Pour plus de détails, voir Fiche technique et Distribution.

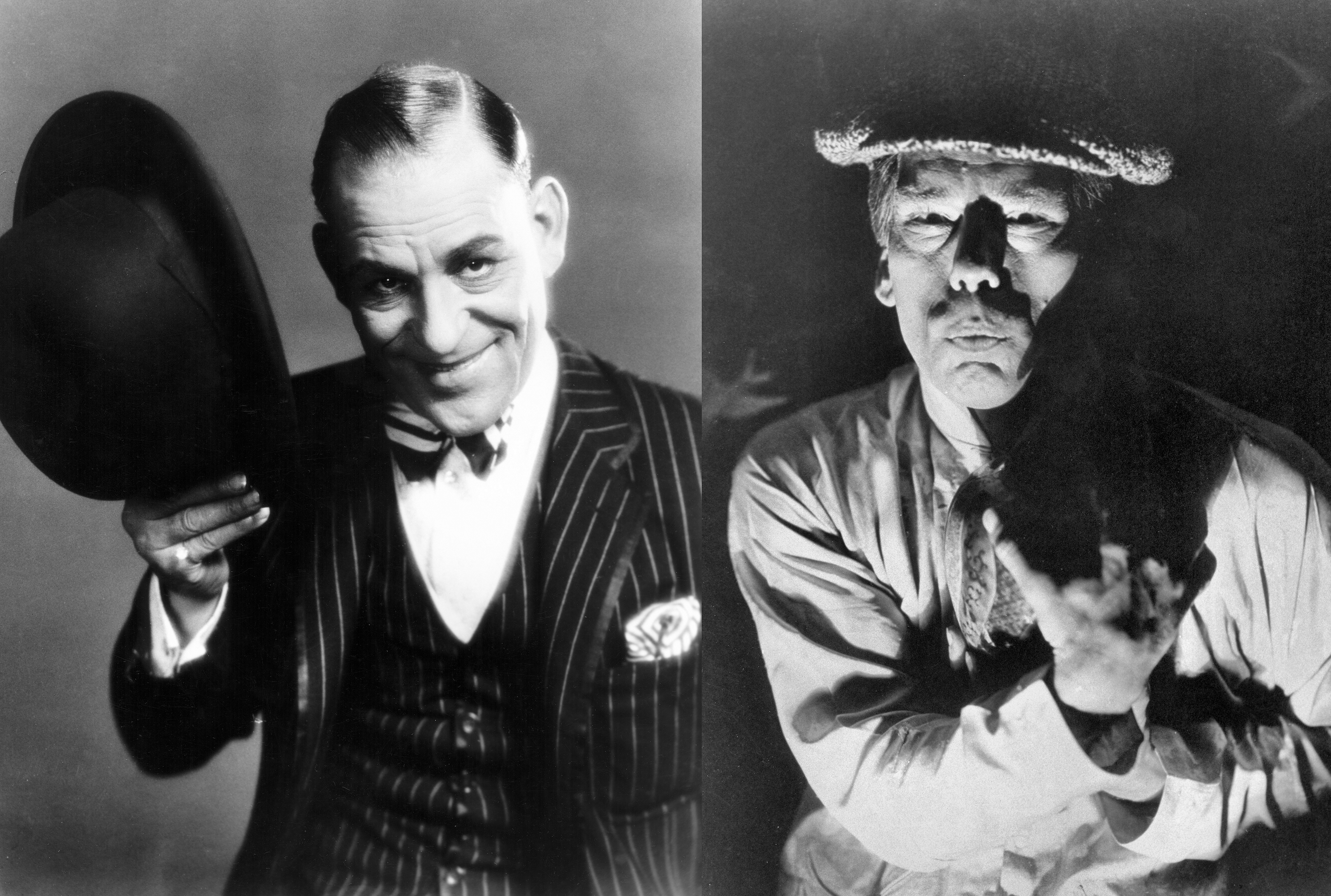
Lon Chaney au naturel et grimé en chinois pour le rôle de Yen Sin

Le Repentir (Shadows) est un film américain réalisé par Tom Forman, sorti en 1922.

## Synopsis
L'influent Pasteur Malden, prend sous sa protection un vieil immigrant chinois.
C'est grâce à celui-ci, qu'il fera la connaissance d'une jeune veuve d'un pêcheur; dont le corps n'a jamais été retrouvé.

## Fiche technique
- Titre : Le Repentir
- Titre original : Shadows
- Réalisation : Tom Forman
- Scénario et adaptation : Eve Unsell et Hope Loring d'après l'histoire Ching-Ching Chinaman de Wilbur Daniel Steele
- Musique : Louis F. Gottschalk
- Société de production : B. P. Schulberg Productions
- Photographie : Harry Perry
- Pays : américain
- Genre : Drame
- Format : Noir et Blanc - 1,33:1 - Format 35 mm - Film muet
- Durée : 70 minutes
- Dates de sortie :
  - États-Unis : 10 novembre 1922
  - France : 7 mars 1924

## Distribution
- Lon Chaney : Yen Sin
- Marguerite De La Motte : Sympathy Gibbs
- Harrison Ford : John Malden
- John St. Polis : Nate Snow
- Walter Long : Daniel Gibbs
- Buddy Messinger : M. « Bad Boy »
- Priscilla Bonner : Mary Brent
- Frances Raymond : Emsy Nickerson